# Коновалов (хутор)
Коновалов — хутор в Ленинском районе Волгоградской области Волгоградской области России. Входит в состав Царевского сельского поселения. Население 7 человек (2010).

## История
Находясь в составе Области Войска Донского, на хуторе существовала Рождество-Богородицкая церковь.

## География
Расположен в юго-восточной части области, в Волго-Ахтубинской пойме дельты Волги, у ерика Петлеватый.
Уличная сеть состоит из одного географического объекта: ул. Пойменная.
Абсолютная высота 13 метров ниже уровня моря
.

## Население
| 2010 |
| ---- |
| 7    |

Согласно результатам переписи 2002 года население не зафиксировано
Гендерный состав
По данным Всероссийской переписи населения 2010 года в гендерной структуре населения из 7 человек мужчин — 5, женщин — 2 (71,4 и 28,6 % соответственно).

## Инфраструктура
Личное подсобное хозяйство. Рыболовство. Имеются просёлочные дороги.